# جون مكنيل
جون مكنيل (بالإنجليزية: John McNeill)‏ (13 مايو 1910 في مالطا - 2002) هو لاعب كرة قدم مالطي في مركز الهجوم. لعب مع ليستر سيتي ونادي بوري وهال سيتي وDunipace F.C. ‏ وParkhead F.C. ‏ ونادي آير يونايتد.